# Gleisdorf
Gleisdorf è un comune austriaco di 10 456 abitanti nel distretto di Weiz, in Stiria; ha lo status di città (Stadt). Il 1º gennaio 2015 ha inglobato i comuni soppressi di Labuch, Laßnitzthal, Nitscha e Ungerdorf.